# Jaume Brossa i Roger
Jaume Brossa i Roger (Sant Andreu de Palomar, 1868, 1869 o 1875 - Barcelona, 1919) fou un dramaturg i articulista català. Des del 1892 publicà els seus assaigs polítics a L'Avenç, de la que en fou principal animador, dins la qual representà al mateix temps la tendència més cosmopolita, esquerrana i antisimbolista i menà una agressiva campanya regeneracionista de la societat catalana coetània. Allà destacà com a capdavanter del Modernisme, i a La Revista Blanca. Adoptà un anarquisme individualista i intel·lectual propi de finals del segle xix, influït tant per Friedrich Wilhelm Nietzsche i Henrik Ibsen com per les activitats dels ateneus obrers.
Va escriure articles polèmics, amb llenguatge agressiu i grandiloqüent, on defensava una línia democràtica socialitzant, raó per la qual fou detingut sovint. A causa dels seus articles i a una conferència a l'Ateneu Barcelonès hagué d'exiliar-se a París el 1897. Marxà després a Londres i posteriorment tornà a fixar la residència a la capital francesa, des d'on feia freqüents viatges a Barcelona. La seva influència disminuí en aquesta època. Des del 1898 col·laborà a Catalònia, a La Revista Blanca de Madrid, i el 1906 ho va fer a El Poble Català. Cap al 1914 tornà a Barcelona, on va estrenar algunes obres de teatre influïdes per Ibsen i col·laborà en les revistes El Diluvio i Iberia, favorables als Aliats de la Primera Guerra Mundial. El 1917 féu una visita al front britànic i el 1918 publicava Ecos de la tragedia, un recull d'articles sobre la guerra. Va morir a causa de l'epidèmia de grip de 1919, en parla Josep Pla al seu Quadern gris "Els diaris porten la notícia de la mort de Jaume Brossa. A l'Ateneu, Plana em diu que, quan a Barcelona es produeix la més petita alarma, una de les primeres persones que la policia deté és Brossa. Sembla que té una fitxa incancel·lable. Quan avui s'han presentat per detenir-lo feia els últims badalls".
Ideòleg del Modernisme, Brossa propugnava un canvi radical en les propostes musicals de les institucions dedicades a oferir música i òpera, inclinant la balança cap a Richard Wagner i tot l'alemany, i rebutjava frontalment el repertori italià al qual acusava de superficial i manipulat per les editorials.

## Obres
- La crisi del règim i el nou dever republicà (1914)
- Els sepulcres blancs (1900)
- Les flors del desert (1902)
- Ecos de la tragedia (1918)
- Viure el passat (1892)